# Mas Mascó
Mas Mascó és una masia de Selvanera, al municipi de Torrefeta i Florejacs (Segarra), inclosa a l'Inventari del Patrimoni Arquitectònic de Catalunya.

## Descripció
Edifici de quatre façanes i tres plantes.
A la façana sud, a la planta baixa hi ha una entrada rectangular amb porta de fusta de doble batent. A cada costat de l'entrada hi ha una petita obertura quadrada. A la planta següent hi ha tres balcons amb barana de ferro. Els dos balcons laterals suportats per mènsules. A la darrera planta hi ha tres obertures circulars. A la façana oest, a la planta baixa a la dreta, hi ha una petita estructura feta amb totxo. A l'esquerra hi ha dues finestres. A la planta següent hi ha dues finestres amb ampit. A la darrera planta a l'esquerra hi ha un balcó amb barana de ferro i a la seva dreta hi ha una finestra. A la façana nord, hi ha una finestra i un balcó, just a sobre a l'esquerra hi ha dues finestres. A la part dreta hi ha una estructura de totxo que puja de la planta baixa fins a la part superior de la façana i que dona a un balcó amb barana de ferro. La façana est està pràcticament coberta per un altre cos de construcció més recent. La coberta és de dos vessants (nord-sud), acabada amb teules.

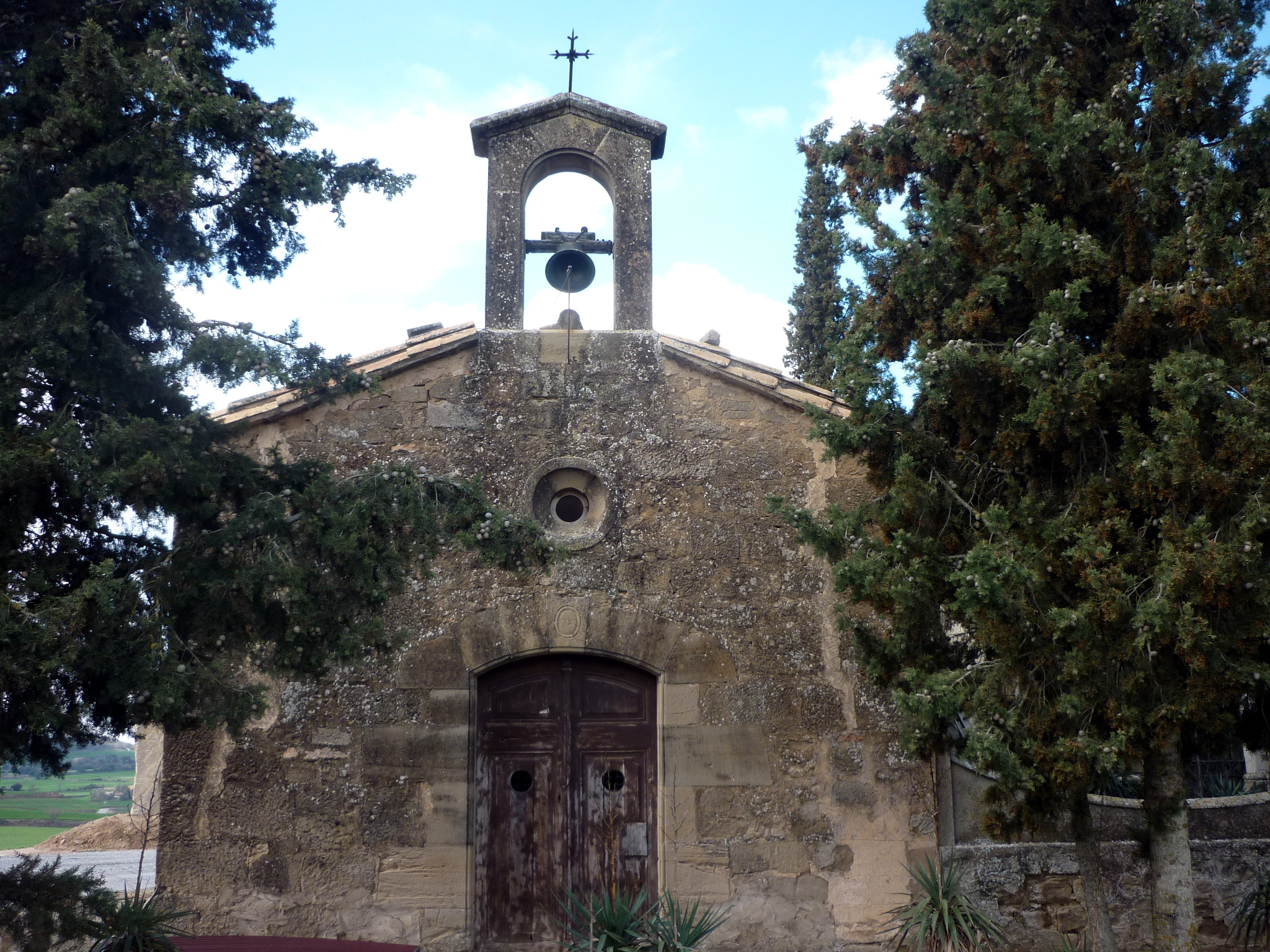
Capella de Sant Vicenç del cementiri del mas

L'edifici adjunt a la façana est forma part de l'habitatge. A la façana est hi ha tres vidrieres a la meitat de la façana. A la part superior a la part dreta hi ha una finestra senzilla, a la seva esquerra hi ha un balcó amb barana de ferro. Més a l'esquerra hi ha quatre vidrieres acabades en arc de mig punt. A l'extrem de la façana hi ha un altre balcó. A la façana sud, té diverses obertures d'arc de mig punt que donen a una terrassa formada per un altre edifici annex. Aquest edifici annex a la planta baixa té funció de magatzem.
Uns metres a l'oest, hi ha dos edificis de nova construcció que tenen funció de magatzem. Uns 100 metres al sud, hi ha diversos petits edificis que originalment tenien funció ramadera.
Direcció a Selvanera, hi ha l'ermita de Sant Vicenç.